# Чемпионат Казахстана по футболу среди женщин 2016
XVII Чемпионат Казахстана по футболу среди женщин стартует 18 мая 2016 года. Чемпионский титул защищает команда «БИИК-Казыгурт» (Шымкент).

## Регламент

### Участие лучших команд веврокубках
По состоянию на начало чемпионата квота Казахстана на участие в еврокубках была следующей:
| Место | Турнир                           | Начало выступления |
| ----- | -------------------------------- | ------------------ |
| 1     | Лига чемпионов УЕФА среди женщин | 1/16 финала        |

### Участники чемпионата
- Участниками чемпионата могут быть только клубы, являющихся юридическими лицами, в соответствии с действующим законодательством Республики Казахстан, обязующиеся соблюдать и выполнять требования уставов, регламентов и иных положений FIFA, UEFA и ФФК и получившие соответствующее разрешение ФФК.
- Состав участников чемпионата среди женских клубов (команд) определяется Исполкомом.
- К участию в Чемпионате РК допускаются только игроки и официальные лица клуба, имеющие удостоверения участника, выданные ОЖФ.
- В случае если команда исключается (снимается) из состава участников Чемпионата РК, место исключенной команды остается вакантным до окончания Чемпионата РК.
- Клубы (команды), участники соревнований, обязаны направить в ФФК письменное подтверждение своего участия в сроки, установленные ФФК.
- Если клуб (команда), которая снимается (исключается) с соревнования, провела половину и менее матчей в соревновании, то её результат аннулируется. В случае проведения командой более половины матчей ей засчитываются поражения в оставшихся матчах, а командам-соперницам присуждаются победы.

### Определение мест в случае равенства очков
В случае равенства очков у двух и более команд, места определяются следующим образом:
- по наибольшему числу побед во всех матчах.
- по результатам игры между собой.
- по лучшей разности забитых и пропущенных мячей во всех матчах.
- по наибольшему числу забитых мячей во всех матчах.
- по наименьшему числу нарушений, занесенных в протоколы матчей (предупреждение — 1 штрафное очко, удаление — 5 штрафных очков).

Все показатели в настоящем пункте указаны в порядке приоритетности, то есть приоритет при подсчете отдается предшествующему показателю.
В случае абсолютного равенства всех показателей, места команд определяются жребием.

### Требования к составам команд
- В состав одной команды допускаются внесение не более 9-ти легионеров, 5 из которых имеют право одновременного участия в матче. В случае нарушения требований настоящего пункта, к клубу (команде) применяются санкции в соответствии с Дисциплинарным регламентом.
- При проведении соревнований ФФК в протокол матча может быть внесено не более 11 основных и 7 запасных игроков. В ходе матчей Чемпионат РК разрешаются замены не более 7-ми игроков, внесенных в протокол матча.

### Периоды регистрации игроков
Регистрационные периоды, то есть сроки, в которые разрешается переход игроков из команды в команду и заявка новых игроков, установлены следующим образом:
- 1-й период — с 1 марта до 1 мая (до 24:00 ч. времени Астаны);
- 2-й период — с 20 июля до 9 августа (до 24:00 ч. времени Астаны);

## Участники

### Стадионы
| Клуб          | Город   | Стадион                | Вместимость | Макс. посещаемость | Общ. посещаемость | КИ | Сред. посещаемость |
| ------------- | ------- | ---------------------- | ----------- | ------------------ | ----------------- | -- | ------------------ |
| Астана        | Астана  | Астана Арена           | 30,200      | 150                | 250               | 2  | 125                |
| БИИК-Казыгурт | Шымкент | ФЦ БИИК                | 3,000       | 100                | 200               | 2  | 100                |
| БИИК-СДЮСШ №7 | Шымкент | ФЦ Намыс               | 3,000       | 0                  | 0                 | 0  | 0                  |
| ОДЮСШ №2      | Актобе  | КазНАУ им. Жарылгапова | 3,000       | 0                  | 0                 | 0  | 0                  |
| СШВСМ-Барыс   | Алматы  | КазНАУ им. Жарылгапова | 3,000       | 100                | 100               | 1  | 100                |

### Тренеры, поставщики формы и спонсоры
| Клуб          | Главный тренер  | Поставщик формы | Главный спонсор                   |
| ------------- | --------------- | --------------- | --------------------------------- |
| Астана        | Виктор Сеник    | Adidas          | Акимат Астаны                     |
| БИИК-Казыгурт | Калоян Петков   | Saller          | Акимат Южно-Казахстанской области |
| БИИК-СДЮСШ №7 | Роман Заев      | Saller          | Акимат Южно-Казахстанской области |
| ОДЮСШ №2      | Данияр Каирбаев | Adidas          | Акимат Актюбинской области        |
| СШВСМ-Барыс   | Борис Емелин    | Saller          | Акимат Алматы                     |

## Турнирная таблица

### Таблица
| М | Команда       | И  | В  | Н | П  | Мячи    | ±    | О  | Примечания                                          |
| - | ------------- | -- | -- | - | -- | ------- | ---- | -- | --------------------------------------------------- |
| 1 | БИИК-Казыгурт | 16 | 13 | 3 | 0  | 105 − 4 | +101 | 42 | Клуб участвующий в Лига чемпионов УЕФА среди женщин |
| 2 | Астана        | 16 | 11 | 3 | 2  | 72 − 10 | +62  | 36 |                                                     |
| 3 | СШВСМ-Барыс   | 16 | 9  | 0 | 7  | 41 − 26 | +15  | 27 |                                                     |
| 4 | БИИК-СДЮСШ №7 | 16 | 2  | 1 | 13 | 7 − 64  | −57  | 7  |                                                     |
| 5 | ОДЮСШ №2      | 16 | 1  | 1 | 14 | 3 − 124 | −121 | 4  |                                                     |

И — игры, В — выигрыши, Н — ничьи, П — проигрыши, Мячи — забитые и пропущенные голы, ± — разница голов, О — очки

Источник:uefa.com

### Результаты матчей
| Команда       | АСТ               | БИК                 | БСД              | ОДС                 | СШБ             |
| ------------- | ----------------- | ------------------- | ---------------- | ------------------- | --------------- |
| Астана        |                   | 1-1 0-3 1-1         | 5-0 7-0 8-0 5-0  | 16-0 12-0 3-0 4-0   | 1-3 3-0 4-1 1-0 |
| БИИК-Казыгурт | 1-1 3-0 1-1       |                     | 12-0 9-0 4-0 4-0 | 14-0 13-0 11-0 16-0 | 6-1 3-0 4-0 3-0 |
| БИИК-СДЮСШ №7 | 0-5 0-7 0-8 0-5   | 0-12 0-9 0-4 0-4    |                  | 0-0 3-1 3-0 0-2     | 0-2 1-2 0-2 0-1 |
| ОДЮСШ №2      | 0-16 0-12 0-3 0-4 | 0-14 0-13 0-11 0-16 | 0-0 1-3 0-3 2-0  |                     | 0-7 0-10 0-6    |
| СШВСМ-Барыс   | 3-1 0-3 1-4 0-1   | 0-3 1-6 0-4 0-3     | 2-0 2-1 2-0 1-0  | 7-0 10-0 6-0 6-0    |                 |

## Бомбардиры
| Место | Игрок              | Клуб          | Голы*  |
| ----- | ------------------ | ------------- | ------ |
| 1     | Ирина Чукисова     | Астана        | 24 (7) |
| 2     | Гульнара Габелия   | БИИК-Казыгурт | 22     |
| 3     | Вероника Ихезуо    | БИИК-Казыгурт | 19     |
| 4     | Адуле Чарити       | БИИК-Казыгурт | 18     |
| 5     | Мария Ялова        | Астана        | 13     |
| 6     | Бегаим Киргизбаева | СШВСМ-Барыс   | 13 (1) |
| 7     | Айгерим Алимбозова | СШВСМ-Барыс   | 9      |
| 8     | Анна Костина       | Астана        | 8      |

* в скобках — голы, забитые с пенальти.

## Рекорды в чемпионате
| - Самая крупная победа хозяев (+16): - 05/07/2016 Астана" 16:0 «ОДЮСШ №2» - 16/07/2016 БИИК-Казыгурт" 16:0 «ОДЮСШ №2» - Самая крупная победа гостей (+7): - 13/06/2016 «БИИК-СДЮСШ №7» 0:7 «Астана» - Наибольшее количество голов в одном матче, забитых одной командой (16): - 05/07/2016 Астана" 16:0 «ОДЮСШ №2» - 16/07/2016 БИИК-Казыгурт" 16:0 «ОДЮСШ №2» - Наибольшее число голов в одном матче (16): - 05/07/2016 Астана" 16:0 «ОДЮСШ №2» - 16/07/2016 БИИК-Казыгурт" 16:0 «ОДЮСШ №2» | - Наибольшее количество зрителей (150): - 20/05/2016 «Астана» 1:1 «БИИК-Казыгурт» - Наименьшее количество зрителей (100): - 17/04/2016 «БИИК-Казыгурт» 12:0 «БИИК-СДЮСШ №7» - 19/04/2016 «БИИК-Казыгурт» 9:0 «БИИК-СДЮСШ №7» - 18/05/2016 «Астана» 1:1 «БИИК-Казыгурт» - 19/07/2016 «СШВСМ-Барыс» 1:1 «Астана» |